# Mint Royale
Mint Royale ist eine britische Big-Beat-Band aus Manchester. Gegründet wurde sie 1997 von den beiden Musikern Neil Claxton und Chris Baker unter dem Namen The Mint Gun Club.

## Bandgeschichte
Claxton war zuvor Teil der Development Corporation gewesen, eines Duos, das einige Veröffentlichungen bekannter britische Künstler produzierte und remixte. Baker gehörte zur Band Pure Silver. Die beiden, die sich bereits aus ihrer Zeit als Musikstudenten kannten, trafen sich auf einer Weihnachtsfeier wieder und beschlossen, ein gemeinsames Projekt zu gründen. Ihre erste gemeinsame Veröffentlichung war 1998 die 12"-Single Eel, die ihnen gleich so viel Aufmerksamkeit verschaffte, dass sie ihren ursprünglichen Namen aus rechtlichen Gründen ändern mussten. Die Platte erschien bei Norman Cooks Label Skint und das Duo wurde von dem auch als Fatboy Slim bekannten Musiker und DJ kräftig gefördert, auch weil sie musikalisch sehr nah beieinander liegen. Sie bekamen reichlich Remix-Aufträge, unter anderem für den britischen Nummer-2-Hit Tequila von Terrorvision.
Es folgten einige weitere Single-Veröffentlichung wie Deadbeat und From Rusholme With Love (letzteres enthalten im Soundtrack von Vanilla Sky), die von Musikkritikern wie auch von Musikerkollegen gelobt wurden, und mit On the Ropes im September 1999 das erste Album. Mit der Single Don’t Falter, auf der Lauren Laverne den Gesang beitrug, hatten sie 2000 ihren ersten Hitparadenerfolg und erreichten Platz 15 der UK-Charts. Auftritte bei Top of the Pops und dem Glastonbury Festival folgten. Remixe von Mint Royale waren gefragt und ihre Musik fand Verwendung in Fernsehserien oder Filmsoundtracks wie Vanilla Sky und Get Carter.
Das zweite Album Dancehall Places erschien im September 2002 und brachte die beiden Top-40-Singles Sexiest Man in Jamaica und Blue Song hervor. Danach folgte eine ausgiebige Tour durch Großbritannien.
Für 2004 machte sich das Duo an ihr drittes Album. Eine Anfrage für Musik zu einem Autowerbespot der Firma Volkswagen führte zusätzlich zu einer Coverversion von Singin' in the Rain, in dem auch Gene Kellys Original gesamplet wird. Doch noch bevor das Album fertig war, zog sich Chris Baker, dem weder die Werbegeschichte noch die vielen Live-Auftritte zugesagt hatten und die Richtung nicht mehr mitgehen wollte, aus dem Projekt zurück. Neil Caxton führte daraufhin Mint Royale alleine weiter.
Das Album erschien im September 2005 unter dem Titel See You in the Morning. Die walisische Sängerin Duffy, die drei Jahre später ihren Durchbruch schaffte, hatte darauf ihre erste Aufnahme als Sängerin. Des Weiteren waren auch Steven Wren, der Rapper Class A und die Sängerin Fola auf dem Album zu hören, die danach zur Stammbesetzung der Band gehörten. Die Single Singin' in the Rain war der einzige erfolgreiche Song des Albums und erreichte Platz 20 in Großbritannien.
Zweieinhalb Jahre später kam ihre Version des Tanzklassikers erneut in die Charts. In der Casting-Show Britain’s Got Talent hatte der Street-Dancer George Sampson den Titel für das Halbfinale ausgesucht und seine Tanzdarbietung überzeugte das Publikum so sehr, dass er im Finale erneut darauf zurückgriff und gewann. Die wiederveröffentlichte Single schaffte es daraufhin im Juni 2008 überraschend auf Platz 1 der UK-Singlecharts.

## Mitglieder
- Neil Claxton
- Chris Baker (bis 2004)
- Steven Wren
- Fola

## Diskografie
Alben
- On the Ropes (1999)
- Dancehall Places (2002)
- See You in the Morning (2005)
- Pop Is… (2007, Singles-Kompilation)

Singles
- Eel (1998, als The Mint Gun Club)
- Deadbeat (1998)
- Rock and Roll Bar (1999)
- From Rusholme With Love (1999)
- Don’t Falter (2000, mit Lauren Laverne)
- Take It Easy (2000)
- Show Me (2001)
- The Sexiest Man in Jamaica (2002)
- Blue Song (2003)
- Wait for You (2005)
- Singin’ in the Rain (2005)
- The Effect on Me (2005)